# Zonitis vermiculata
Zonitis vermiculata är en skalbaggsart som beskrevs av Schaeffer 1905. Zonitis vermiculata ingår i släktet Zonitis och familjen oljebaggar. Inga underarter finns listade i Catalogue of Life.